# Hans Peter Hoffmann
Hans Peter Hoffmann (auch: Peter Hoffmann, * 1957 in Schafbrücke) ist ein deutscher Sinologe, Schriftsteller und literarischer Übersetzer.

## Leben
Hans Peter Hoffmann studierte von 1977 bis 1986 an der Eberhard Karls Universität Tübingen die Fächer Sinologie, Osteuropäische Geschichte und Germanistik. Ab 1988 war er wissenschaftlicher Angestellter am Tübinger Seminar für Sinologie und Koreanistik. 1993 wurde er dort zum Doktor der Philosophie promoviert. Nachdem er seit 1994 als wissenschaftlicher Assistent in Tübingen wirkte, erfolgte 1999 seine Habilitation.
Seit den Neunzigerjahren ist er mit zahlreichen Übersetzungen moderner chinesischer Autoren hervorgetreten. Daneben veröffentlicht Hoffmann auch eigene Prosatexte und Gedichte, für die er 2005 den Hans-Bernhard-Schiff-Literaturpreis der Stadt Saarbrücken sowie 2007 ein Jahresstipendium des Landes Baden-Württemberg erhielt.
Mehrfach hielt sich Hoffmann in der Volksrepublik China und in Taiwan auf, zuletzt lebte er fünf Jahre in Taipeh und war an der Fu-Jen-Universität angestellt.
Hoffmann ist heute als Professor für Sinologie an der Johannes Gutenberg-Universität Mainz im Fachbereich Translations-, Sprach- und Kulturwissenschaft, Arbeitsbereich Chinesisch tätig.

## Werke
- Gu Cheng: Eine dekonstruktive Studie zur Menglong–Lyrik, Frankfurt 1993, ISBN 978-3-631-45930-0.
- In den letzten Tagen: Gedichte, Tübingen 1998, ISBN 978-3-931402-31-0.
- Die Welt als Wendung: Zu einer Literarischen Lektüre des Wahren Buches vom südlichen Blütenland (Zhuangzi), Wiesbaden 2001, ISBN 978-3-447-04476-9.
- Der Nichtstuer, Tübingen 2002, ISBN 978-3-421-05744-0.
- Langsame Zeit, Tübingen 2004, ISBN 978-3-937667-02-7.
- Die Truhenorgel, Tübingen 2006, ISBN 978-3-937667-77-5.
- Der Flug auf dem Drachen, München 2009, ISBN 978-3-446-23384-3.

## Herausgeberschaft
- Bai Hua, Zhang Zao, Ouyang Jianghe – Die Glasfabrik, Tübingen 1993, ISBN 978-3-88769-803-4.
- Duo Duo: Wegstrecken und andere Gedichte, Dortmund 1994, ISBN 978-3-928861-25-0.
- Mitherausgeber der Hefte für ostasiatische Literatur, Iudicium, München (seit 1983), ISSN 0933-8721.

## Übersetzungen
- Gu Cheng: Quecksilber und andere Gedichte, Bochum 1990, ISBN 978-3-88339-812-9.
- Wen Yiduos „Totes wasser“ (sishui) – Eine Literarische Übersetzung, Bochum 1992, ISBN 978-3-88339-961-4.
- Wen Yiduo: Das Herz, es ist ein Hunger, Bochum 1999, ISBN 978-3-89733-025-2.
- Wen Yiduo: Tanz in Fesseln, Bochum 2000, ISBN 978-3-89733-042-9.
- Was hat uns das Exil gebracht? – Ein Gespräch zwischen Gao Xingjian und Yang Lian über chinesische Literatur, Berlin 2001, ISBN 978-3-89357-094-2.
- Lloyd Haft: Where does old light go? Gedichte englisch-deutsch, Tübingen 2002, ISBN 978-3-89308-350-3.
- Xi Chuan: Die Diskurse des Adlers, Bochum 2004, ISBN 978-3-89733-097-9.
- Chen Guidi: Zur Lage der chinesischen Bauern, Frankfurt am Main 2006, ISBN 978-3-86150-765-9.
- Shang Qin: Traum oder Morgen, Bochum 2006, ISBN 978-3-89733-135-8.
- Majia Jidi: Gesänge der Yi, Bochum 2007, ISBN 978-3-89733-166-2.
- Murong Xuecun: Chengdu, vergiss mich heut Nacht, Frankfurt, M. 2008, ISBN 978-3-86150-707-9.
- Zhang Yihe: Vergangenes vergeht nicht wie Rauch, Frankfurt, M. 2008, ISBN 978-3-86150-860-1.
- Langenscheidt Taschenwörterbuch Chinesisch-Deutsch, 2008, ISBN 978-3-468-11090-0.
- Liao Yiwu: Fräulein Hallo und der Bauernkaiser, Frankfurt, M. 2009, ISBN 978-3-596-18525-2.
- Liao Yiwu: Für ein Lied und hundert Lieder: Ein Zeugenbericht aus chinesischen Gefängnissen, Frankfurt M., 2011, ISBN 978-3-10-044813-2.
- Yang Jisheng: Grabstein – Mubei: Die große chinesische Hungerkatastrophe 1958–1962, Frankfurt M., 2012, ISBN 978-3-10-080023-7.
- Liao Yiwu: Die Dongdong-Tänzerin und der Sichuan-Koch: Geschichten aus der chinesischen Wirklichkeit, Frankfurt M., 2013, ISBN 978-3-10-044816-3.
- Liao Yiwu: Ich habe keine Feinde, ich kenne keinen Hass: Ausgewählte Schriften und Gedichte, Frankfurt M., 2013, ISBN 978-3-596-18999-1.
- Liao Yiwu: Gott ist rot: Geschichten aus dem Untergrund – Verfolgte Christen in China, Frankfurt M., 2014, ISBN 978-3-10-044814-9.
- Liao Yiwu: Die Kugel und das Opium: Leben und Tod am Platz des Himmlischen Friedens, Frankfurt M., 2014, ISBN 978-3-596-19500-8.